# 현화초등학교 (전남)
현화초등학교는 대한민국 전라남도 무안군 현경면 내현화길 60-14 (현화리)에 있었던 학교이다.

## 연혁
- 1968년 3월 2일 현경국민학교 현화분교장 설립인가
- 1969년 3월 1일 현화국민학교로 승격 개교
- 1984년 3월 5일 병설유치원 개원
- 1996년 3월 1일 현화초등학교로 개칭
- 2007년 3월 1일 현경초등학교로 통·폐합